# Paussac-et-Saint-Vivien
Paussac-et-Saint-Vivien – miejscowość i gmina we Francji, w regionie Nowa Akwitania, w departamencie Dordogne.
Według danych na rok 1990 gminę zamieszkiwały 383 osoby, a gęstość zaludnienia wynosiła 17 osób/km² (wśród 2290 gmin Akwitanii Paussac-et-Saint-Vivien plasuje się na 807. miejscu pod względem liczby ludności, natomiast pod względem powierzchni na miejscu 447.).